# Obermaßfeld-Grimmenthal
Obermaßfeld-Grimmenthal – miejscowość i gmina w Niemczech, w kraju związkowym Turyngia, w powiecie Schmalkalden-Meiningen, siedziba wspólnoty administracyjnej Dolamr-Salzbrücke. Do 31 grudnia 2011 gmina należała do wspólnoty administracyjnej Salzbrücke.